# The Futureheads
The Futureheads är en brittisk rockgrupp från Sunderland, bildad 2000. Bandet hämtar influenser från både postpunk och popgrupper som The Jam och har ofta jämförts med till exempel Franz Ferdinand. 
Bandet bestod från början av Barry Hyde (sång, gitarr), Ross Millard (sång, gitarr), David "Jaff" Craig (bas), Peter Brewis (trummor). Brewis ersattes senare med Berrys bror Dave Hyde. De släppte sin första EP, Nul Book Standard, 2002 och albumdebuterade 2004 med The Futureheads.

## Diskografi (urval)
Album
- 2004 – The Futureheads
- 2006 – News and Tributes
- 2008 – This Is Not the World
- 2010 – The Chaos
- 2012 – Rant

EP
- 2002 – Nul Book Standard
- 2003 – 1-2-3-Nul!
- 2005 – Area

Singlar (topp 100 på UK Singles Chart)
- 2004 - First Day (#58)
- 2004 - Decent Days and Nights (#26)
- 2004 - Meantime (#49)
- 2005 - Hounds of Love (#8)
- 2005 - Decent Days and Nights (återutgåva) (#26)
- 2005 - Area (#18)
- 2006 - Skip to the End (#24)
- 2006 - Worry About It Later (#52)
- 2008 - The Beginning of the Twist (#20)
- 2008 - Radio Heart (#65)
- 2010 - Heartbeat Song (#34)